# Cecília (mare de Lucul·le)
Cecília (llatí: Cæcilia) va ser filla de Luci Cecili Metel Calb, cònsol l'any 142 aC, i germana de Metel Numídic (cònsol el 109 aC).
Es va casar amb Luci Licini Lucul·le, pretor el 103 aC, i va ser la mare del famós Lucul·le, que va derrotar a Mitridates VI Eupator. Formava part de la gens Cecília, una antiga família romana d'origen plebeu. Aquesta Cecília tenia mala reputació moral.